# Hermann Kleinknecht
Hermann Martin Kleinknecht (* 12. Januar 1907 in Marbach am Neckar; † 13. März 1960 in Münster) war ein deutscher Klassischer Philologe, der als Professor an den Universitäten zu Rostock (1944–1951), Berlin (HU, 1951–1953) und Münster (1953–1960) wirkte.

## Leben
Hermann Kleinknecht, der Sohn des Gymnasialdirektors Ludwig Kleinknecht (1876–1917), besuchte die Elementarschule und das Progymnasium zu Öhringen und danach die Evangelischen Seminare Maulbronn und Blaubeuren. In Blaubeuren legte er 1925 die Reifeprüfung ab. Anschließend studierte er Klassische Philologie, Geschichte und Archäologie an der Universität Tübingen und an der Berliner Universität. In Tübingen wurde er Mitglied der Studentenverbindung AG Rothenburg. Nach der Promotion in Tübingen (1929) und dem Lehramtsexamen (1931) arbeitete er als Hilfslehrer, seit 1931 als Studienreferendar am Karls-Gymnasium Stuttgart. Nach dem zweiten Staatsexamen in Stuttgart (1932) hielt er an der Universität Tübingen als Lektor griechische Sprachkurse ab. Seit 1934 arbeitete er parallel als Hilfslehrer in Tübingen.
1935 wechselte Kleinknecht an die Universität Halle, wo er zunächst Assistent, ab 1937 Oberassistent am Institut für Altertumskunde war. Nach seiner Habilitation (1939) vertrat er den Lehrstuhl von Erich Reitzenstein.
Am Zweiten Weltkrieg nahm Kleinknecht zunächst als Funker teil (1940/41). 1941 wurde er mit der Vertretung des Lehrstuhls für Griechische Philologie an der Universität Leipzig betraut und vom Wehrdienst befreit. 1943 wechselte er an die Universität Rostock, wo er 1944 zum planmäßigen außerordentlichen Professor ernannt wurde. Von 1944 an wurde Kleinknecht erneut zum Kriegsdienst verpflichtet. Nach Kriegsende und kurzer Gefangenschaft arbeitete er als Lehrer in Ellwangen in Baden-Württemberg.
Obwohl Kleinknecht während der Zeit des Nationalsozialismus verschiedenen NS-Organisationen beigetreten war (seit 1933 Mitglied im Nationalsozialistischen Lehrerbund, seit 1934 bei der Nationalsozialistischen Volkswohlfahrt, dort seit 1939 Blockwalter, 1933 Anwärter der SA), wurde er von der sowjetischen Militäradministration im Entnazifizierungsverfahren als „politisch entlastet“ eingestuft. Er wurde 1947 zum Professor mit Lehrstuhl und zum Direktor des Instituts für Altertumskunde ernannt. Die Philosophische Fakultät wählte ihn für die Jahre 1947/48 und 1949/51 zum Prodekan, für das Jahr 1948/49 zum Dekan.
1951 wechselte Kleinknecht als Lehrstuhlinhaber an die Humboldt-Universität zu Berlin, wo er Wolfgang Schadewaldts Nachfolger war. Von Berlin aus ging er 1953 an die Universität Münster. Dort wirkte er bis zu seinem Tod 1960 als dritter Lehrstuhlinhaber neben Franz Beckmann und Richard Harder, außerdem als Dekan der Philosophischen Fakultät und als Mitdirektor des Instituts für Klassische Philologie.
Kleinknechts Forschungsschwerpunkt war die griechische Religionsgeschichte der Kaiserzeit und Spätantike, besonders das frühe Christentum. Als Spezialist auf diesem Gebiet wurde er 1951 Wissenschaftlicher Mitarbeiter bei der Deutschen Akademie der Wissenschaften zu Berlin, um dort die spätantike Religionsgeschichte zu betreuen.